# 1985 Hopmann
1985 Hopmann (1929 AE) là một tiểu hành tinh vành đai chính được phát hiện ngày 13 tháng 1 năm 1929 bởi Reinmuth, K. ở Heidelberg.